# Saw Maung
Saw Maung (Mandalay, 12 maggio 1928 – Yangon, 24 luglio 1997) è stato un generale e politico birmano, Presidente della Birmania dal 1988 al 1992.
Saw Maung entrò nell'esercito nel 1949, appena un anno dopo che la Birmania proclamò la propria indipendenza dal Regno Unito. Scalò rapidamente le gerarchie militari: nel 1967 fu maggiore, nel 1976 brigadiere generale, nel 1981 generale aggiunto, nel 1983 comandante d'armata. Fra il 1975 e il 1976, fu assegnato alle zone di confine con la Thailandia, dove erano in corso le guerriglie del Partito Comunista Birmano e delle minoranze etniche locali.
Nel 1988, a seguito della rivolta 8888, divenne capo di Stato Maggiore e ministro della Difesa nel breve governo guidato da Sein Lwin; a seguito del suo fallimento nel sedare le proteste, Saw Maung, approfittando dell'immenso potere militare di cui disponeva, effettuò un colpo di Stato e il 18 settembre rimpiazzò il governo regolare con il Consiglio di Stato per la Pace e lo Sviluppo, di cui divenne presidente, e assunse le cariche di primo ministro e ministro degli Esteri. Al contempo si autoproclamò generale anziano.
Saw Maung sostenne l'avvio di libere elezioni per il 1990; quando queste videro vincitore il principale partito d'opposizione, la Lega Nazionale per la Democrazia, il generale fece marcia indietro e le dichiarò non valide, avviando una nuova campagna di repressione degli oppositori.
Si dimise inspiegabilmente nell'aprile 1992, si pensa per ragioni di salute, e gli successe il generale anziano Than Shwe. Morì il 24 luglio 1997.